# Plecoptera zuboides
Plecoptera zuboides là một loài bướm đêm trong họ Erebidae.